# Blohm & Voss BV 138
Blohm & Voss BV.138 «Seedrache» (укр. Морський Дракон) німецький дальній гідролітак-розвідник часів Другої світової війни. У союзників отримав прізвиська «оселедець» та «черевик» за характерну зовнішність.

## Історія
4 липня 1933 року була створена фірма «Гамбургер флюгцойгбау ГмбХ» — дочірнє підприємство найбільшої суднобудівної фірми Німеччини «Блом унд Фосс шіфсверфт» з Гамбурга. Створення авіаційної фірми йшло за безпосередньої підтримки Вальтера Блома, оскільки той вважав, що авіація вже незабаром складе конкуренцію судноплавству в перевезеннях пасажирів на великі відстані.
Літаки, що розроблялися фірмою, отримали позначення HA.. Першою розробкою фірми став навчальний біплан Ha.135, створений під керівництвом Райнгольда Мевеса. Після переходу Мевеса до «Fieseler Flugzeugbau», роботи були продовжені Ріхардом Фогтом, що раніше (з початку 1920-х років) працював у Японії на фірмі Kawasaki. Саме він і став головним конструктором океанського гідролітака-розвідника Ha.138 (BV.138) після отримання фірмою контракту на розробку.
Роботи почалися взимку 1933—1934 років. Технічному департаменту були запропоновані на вибір три варіанти летючого човна з однолонжеронним крилом.
- Проєкт 8 пропонував короткий човен та оперення на двох трубчастих балках, крило типу «чайка» розмахом 25 метрів із площею 97 м ², і два двигуни BMW XV.
- Проєкт 12 використав класичний корпус, крило розмахом 27 м з площею 116 м ² і три дизеля Jumo 205.
- Проєкт 13 мав те саме крило, двокорпусну схему та чотири двигуни Jumo 205[2].

Жоден із запропонованих варіантів не влаштував Технічний департамент, але найбільше йому сподобався  Проєкт 8. Навесні 1934 року фірма отримала контракт на Ha.138 після того, як збільшила розміри з «Проєкту 8» до розмірів з «Проєкту 12». Незабаром стало очевидно, що роботи над BMW XV будуть припинені. Тому Фогт запропонував створити три експериментальні екземпляри:
1. з парою дизелів Jumo 206 потужністю 1000 л. з.;
2. з трьома 650-сильними Jumo 205C;
3. з двома 1000-сильними бензиновими двигунами Даймлер-Бенц DB 600[2].

### V1
Перший макет (V1) було закінчено у березні 1935 року, і після внесення в конструкцію декількох незначних змін його почали готувати до виробництва. Через низький пріоритет програми роботи йшли повільно. Восени 1936 року надійшла інформація про припинення робіт над двигуном Jumo 206. Іншого 1000-сильного двигуна на той момент не було, тому довелося переробляти літак під три Jumo 205. Через ці зволікання роботи затягнулися до липня 1937 року. Перший політ Ha.138 V1 (D-ARAK) було зроблено 15 липня 1937 року.

### V2
Другий дослідний екземпляр V2 (D-AMOR) одразу проєктувався під три Jumo 205 і мав пряме крило (у V1 крило типу «чайка»). Він злетів через чотири тижні, у серпні 1937 року. Перші польоти показали, що одразу після зльоту літак був нестійкий. До початку офіційних випробувань 6 листопада 1937 року частково цю проблему вдалося вирішити за допомогою збільшення оперення.

### V3
Роботи над Ha.138 V3 спочатку було припинено, а після випробувань перших двох прототипів третій прототип і зовсім був пущений на злам.
Випробування проводилися на Балтиці в Травемюнде. За їхніми результатами навесні 1938 року було зроблено висновок про невдалі обводи корпусу, незадовільну міцність на зльоті при хвилюванні моря, вібрації хвостових балок. Крім того було визнано, що обладнання кабіни не підходить для дальніх польотів. Для усунення цих недоліків інженерам довелося кардинально переробити компонування літака. Так, довжина корпусу човна була збільшена з 12,2 до 15,5 метрів, змінена конструкція корпусу, трубчасті хвостові балки замінені на прямокутні з робочою металевою обшивкою, змінено оперення. Ці зміни були впроваджені вже на передсерійних машинах. 1937 року фірма змінила назву на «Абтайлюнґ флюґцойґбау дер шіфсверфт Блом унд Фосс», тому передсерійні екземпляри отримали індекс BV.138.

## Конструкція

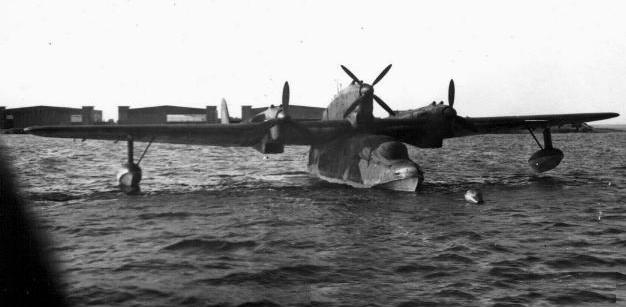
Blohm & Voss BV 138 на якорі на озері Зьютгіоль, район Констанци, Румунія, 1943 рік.

За конструкцією BV.138 був летючим човном-високопланом двобалкової схеми з трьома двигунами.

### Крило
Крило трисекційне, металевої конструкції, з трубчастим лонжероном. Носок крила обшитий металом, інше — тканиною. У трубчатому лонжероні розташовувалися три м'які паливні баки. Центроплан кріпився до корпусу зверху, на ньому монтувалися двигуни та хвостові балки. До консолей крила кріпилися суцільнометалеві стабілізаційні поплавці.

### Корпус
Корпус завдовжки 15,5 метрів суцільнометалевий, з невеликим позитивним V Реданом та нахиленими бортами, розділений на 10 водонепроникних відсіків. Хвостові балки були суцільнометалеві, прямокутної форми з робочою обшивкою. На хвостових балках кріпилися металеві кілі. Всі кермові поверхні мали тканинну обшивку. Керування здійснювалося за допомогою гідропідсилювачів.

### Двигуни
Рушійна установка складалася з трьох 6-циліндрових опозитно-поршневих дизелів Jumo-205С-4 із злітною потужністю 600 к.с. Два двигуни монтувалися на носку крила в гондолах, які були продовженням хвостових балок. Третій кріпився на пілоні над фюзеляжем. Гвинти трилопатеві зі змінним кроком. Екіпаж становив п'ять осіб. Кабіна пілотів мала подвійне керування. У центральній секції розташовувався радіовідсік, кухня та кімната відпочинку з трьома гамаками.

## Озброєння
У носовій частині розташовувалася гідравлічно керована вежа LB-204 з 20-мм гарматою MG-204. У хвостовій частині були обладнані дві позиції стрільців з кулеметами MG-15. На кінці центрального рухового пілона кулемет кріпився на установці «Арадо» та призначався для стрільби вище стабілізатора. На кінці корпусу розташовувалася турель D-30 з сектором стрільби нижче стабілізатора. Бомбове навантаження складалася з трьох 50-кг бомб, що розташовувалися під правим центропланом.

## Виробництво та модифікації
Виробництво BV.138 було організоване на двох заводах компанії. 1937 року під Гамбургом у Венцендорфі була побудована складальна лінія та аеродром. Тут відбувалася збірка двох перших дослідних та передсерійних машин. 1940 року було здано завод у Гамбург-Фінкенвердері з аеродромом та сліпами для гідролітаків. З 1941 року виробництвом BV.138 займалася також фірма  Везер флюґцойґбау.

### HA.138
HA.138 був дослідним варіантом машини. Планувалося спорудити три прототипи з різними двигунами Ha.138 V1 (D-ARAK)  — з двома двигунами Jumo 206, Ha 138 V2 (D-AMOR)  з трьома Jumo 205C, Ha 138 V3 з двома DB 600. Через припинення робіт над Jumo 206 V1 був в терміновому порядку перероблений під три Jumo 205C. V3 було вирішено не добудовувати. V1 мав крило типу «чайка», V2 пряме.

### BV.138A-0
У лютому 1939 року відбувся перший політ передсерійного екземпляра BV.138A-01 (заводський № 148, D-ADJE). У Венцендорфі було зібрано ще п'ять передсерійних машин. За результатами випробувань було виявлено недостатню міцність корпусу на відкритій воді. Крім того, при подальшій експлуатації було виявлено проблеми з гвинтами та двигуном Jumo 205С-4, що вимагав надзвичайно кваліфікованого обслуговування та певні труднощі з баштовою установкою MG-204. При зльоті на центральному двигуні відбувалося падіння потужності внаслідок блокування вихлопу патрубків. Для усунення цих проблем один з передсерійних літаків був перероблений у Фінкенвердері і врешті отримав нове позначення BV.138B-0.

### BV.138A-1
Потреба в летючих човнах була великою, тому, попри низку проблем, виявлених при випробуваннях BV.138A-0, було ухвалено рішення про випуск 25 BV.138A-1 в первинному варіанті. Випробування першого A-1 пройшли лише в квітні 1940 року, коли зійшов лід з Ельби. При вторгненні до Норвегії виникла гостра потреба в гідролітаках, тому перших два екземпляри пройшли прискорену програму льотних випробувань і були передані в 108-у ескадру спеціальних завдань (нім. KG.z.b.V 108 See). До червня 1940 року була сформована 1./Ku.Fl.Gr 506 з десяти BV.138A-1. У жовтні 1940 року вона була послана до Біскайської затоки. Боєготовність машин була низькою через постійні проблеми з гарматою, двигунами та гвинтами.

### BV.138B-0
Недоліки, виявлені при випробуваннях BV.138A-0, було вирішено усунути на четвертій передсерійної машині BV.138A-04 (заводський № 152, BI + АТ). Роботи з підсилення конструкції були проведені на новому заводі у Фінкенвердері. Була демонтована башта LB-204 із заміною на металевий обтічник та можливістю подальшої установки нової 20-мм гармати MG-151. Також була посилена конструкція корпусу, що призвело до зростання нормальної злітної ваги з 13 760 до 14 500 кг. Технічним департаментом було видано замовлення на десять передсерійних BV.138B-0 та модифікацію трьох BV.138A-0 в B-0.

### BV.138B-1 та BV.138B-1/U1
Серійні машини отримали індекс B-1. У носовій частині човна була встановлена нова вежа з 20-мм гарматою MG-151. Така ж гармата була встановлена у хвостовій частині човна замість кулемета, що прикривав лише нижню півсферу. У порівнянні з A-1 було посилено конструкцію корпусу та використано потужніший двигун Jumo 205D із злітною потужністю 880 к.с. Для цієї версії був розроблений варіант BV.138B-1/U1 — заводський набір зміни озброєння дозволяв нести до шести 50-кг бомб або до трьох (за деякими джерелами до чотирьох) глибинних бомб.
Перший серійний BV.138B-1 був випущений у Фінкенвердері у грудні 1940 року. До кінця року було випущено 14 машин. Їх приймання затяглося через те, що Ельба була скута льодом. Перші сім машин пройшли приймання у березні 1941 року разом з першою партією з семи літаків нової модифікації BV.138C-1.

### BV.138C-1 та BV.138C-1/U1
Наступною модифікацією став BV.138C-1. Конструкція корпусу було ще більше посилено, що разом з іншими доробками збільшило вагу порожнього літака до 11780 кг. Було також додано додаткові повітрозабірники на верхній частині гондоли. Центральний двигун отримав чотирьох-лопатевий гвинт замість трилопатевого. У хвостовій частині для захисту верхньої півсфери замість MG-15 був встановлений MG-131. Крім того встановлювався MG-15, з якого радіооператор міг вести вогонь через праве вікно корпусу. Екіпаж літака збільшився до 6 осіб. Також була розроблена модифікація BV.138C-1/U1 з тим же озброєнням, що і у BV.138B-1/ U1.
З січня 1941 року на заводі у Фінкенвердері почалося виробництво Fw 200, через що виробництво BV.138 довелося передати фірмі «Везер флюґцойґбау». Проте організація виробництва на новому місці була пов'язана з труднощами, тож перший літак було випущено лише до кінця 1941 року з деталей, виготовлених в Фінкенвердері. Всього з Везера до моменту зупинки виробництва у вересні 1943 року було поставлено 59 машин. Випуск у Фінкенвердері тривав до грудня 1943 року. Всього було вироблено 227 BV.138C-1.
Для запуску з «авіаматок» «Бусард», «Фальке», «Остмарк», «Шпербер» та «Вестфален» 70 BV.138C отримали вузли кріплення до катапульти. Усі BV.138 серій B і C мали можливість встановлення стартових прискорювачів тягою 500 кг. Частина літаків для пошуку суден оснащувалася радаром FuG 200 «Гогентвіль». За необхідності літак міг перевозити до 10 піхотинців у повному обмундируванні.

### BV.138MS
Деякі BV.138C в 1942—1943 роках було перероблено в мінні тральники. Літак отримав позначення BV.138 MS (Маузі-флюґцойґ) та використовувався для тралення магнітних мін на мілководдях — каналах, річках і у берегової межі. З літака знімалося все озброєння, а навколо корпусу на підкосах монтувалася магнітна обмотка у формі кола діаметром близько 14 метрів. Для її живлення на місці носової вежі встановлювався допоміжний мотор. Кілька таких машин діяли в 1-му полку шукачів мін.

## Експлуатація
У різний час літаки BV 138 входили до складу таких авіаційних частин:
- 406-а група берегової авіації (нім. Küstenfliegergruppe 406)
- 506-а група берегової авіації (нім. Küstenfliegergruppe 506)
- 906-а група берегової авіації (нім. Küstenfliegergruppe 906)
- 906-а група берегової авіації (нім. Küstenfliegergruppe 906)
- 125-а група далекої розвідки (нім. Seeaufklärungsgruppe 125)
- 126-а група далекої розвідки (нім. Seeaufklärungsgruppe 126)
- 129-а група далекої розвідки (нім. Seeaufklärungsgruppe 129)
- 130-а група дальньої розвідки (нім. Seeaufklärungsgruppe 130)
- 131-а група далекої розвідки (нім. Seeaufklärungsgruppe 131)
- 138-а тренувальна ескадрилья берегової авіації (нім. Küstenflieger-Ergänzungsstaffel 138)
- 1-а група літаків шукачів мін (нім. Minensuch-Gruppe 1 der Luftwaffe)
- 108-а бойова група особливого призначення (нім. Kampfgruppe zur besonderen Verwendung 108, KG.z.b.V 108 See)

Уперше BV.138A-1 були застосовані під час вторгнення до Норвегії у квітні 1940 року. Два перших літаки пройшли скорочений цикл випробувань і були додані до 108-ї бойової групи особливого призначення (нім. KG.z.b.V 108 See). У складі цієї групи вони здійснювали транспортні перевезення в Ставангер, Тронгейм та Бодо.
У червні 1940 року з десяти BV.138A-1 в Гернумі була сформована 1-а ескадрилья 506-ї групи берегової авіації (нім. 1./Ku.Fl.Gr 506). У жовтні 1940 року вона була переведена в Біскайську затоку. До кінця року туди ж була перекинута та укомплектована BV.138A-1 2-а ескадрилья 906-ї групи (нім. 2./Ku.Fl.Gr 906). Боєготовність ескадрилей була низькою через проблеми з двигунами, гвинтами та гарматою. Крім того, експлуатація в Біскайській затоці за поганих погодних умовах кінця 1940 року показала недостатність заходів щодо посилення корпусу. У середині 1940 року обидві ескадрильї були виведені з Франції для переоснащення на BV.138B і С та наприкінці 1941 року увійшли до складу командування «Остзее» на Балтиці.
Першою ескадрильєю, що отримала BV.138B, стала 2-га ескадрилья 406-ї групи (нім. 2./Ku.Fl.Gr 406). Навесні 1940 року в Хернуме вона пройшла переозброєння з Do-18 на BV.138. У липні 1940 року 2./Ku.Fl.Gr 406 була перекинута до Норвегії в Тромсе та розпочала операції проти арктичних конвоїв. У міру виробництва BV.138, вони надходили на озброєння частин Норвегії в Банак, Тромсі та Тронгаймі. BV.138 входили до складу 1-ї та 2-ї ескадрилей 130-ї групи дальньої розвідки (нім. SAGr 130), 1-ї та 2-ї ескадрилей 131-ї розвідувальної групи (нім. SAGr 131) та 3-ї ескадрильї 906-ї групи (нім. 3./Ku.Fl.Gr 906). Наприкінці 1941 року 3-я ескадрилья 125-ї групи (нім. 3. (F) /SAGr 125) була переведена з Балтики в Констанцу на Чорне море і діяла там до літа 1944 року, проводячи розвідку та бомбардування кораблів.
Модифікації BV.138B і BV.138C показали себе надійними та ефективними машинами (за жовтень 1940 ескадрилья з 10 літаків налітала більше 500 годин). Зросла міцність корпусу, що дозволяло витримувати важкі ушкодження від вогню противника. Разом з високими мореплавними якостями це також дозволило використовувати нові тактичні прийоми. BV.138 могли вилітати в Атлантику, сідати на воду і дрейфувати до появи конвою. Крім того BV.138 мали можливість здійснювати дозаправлення з підводних човнів.
Заходи щодо спрощення обслуговування літака призвели до того, що навіть відносно складний ремонт міг проводитися силами екіпажу у відкритому морі. Велика тривалість польоту (до 18 годин в C-1) зробила BV.138 дуже ефективним патрульним літаком. Наявність трьох вогневих точок з добрими зонами обстрілу дозволяла BV.138 не лише успішно захищати себе, але навіть атакувати гідролітаки противника. Так, незабаром після дебюту в Норвегії BV.138 записали на свій рахунок збитий над Скагерраком винищувач «Бленгейм» та «Каталіну», збиту над Північним морем. При проводці арктичних конвоїв відзначалися випадки атаки BV.138 на розвідувальні гідролітаки кораблів ескорту.
З вересня 1942 року союзники почали застосовувати для захисту арктичних конвоїв ескортні авіаносці, тож тихохідним BV.138 довелося нелегко. Один з летючих човнів, що спостерігав за PQ-18, внаслідок 90-хвилинного бою з винищувачами Hawker Hurricane-IIC з авіаносця «Евенджер» повернувся на базу з серйозними ушкодженнями.
1943 року BV.138 знову з'явилися над Біскайською затокою. У липні в Біскароссо була організована 129-я група далекої розвідки, до якої увійшли BV.138 з 3-ї ескадрильї 406-й авіагрупи (нім. 3./Ku.Fl.Gr 406) та кілька летючих човнів BV 222. Протягом наступного місяця ескадрилья піддавалася бомбардуванням та обстрілам англійських винищувачів-бомбардувальників, внаслідок яких втратила кілька летючих човнів. Попри це, кілька летючих човнів продовжували діяти в Атлантиці та в Біскайській затоці аж до відходу німців з Біскароссо в серпні 1944 року.
1943 року BV.138 з'явилися і на Середземному морі. З весни 1943 року на Криті діяла укомплектована BV.138C 3-я ескадрилья 126-го морського полку дальньої розвідки.
До весни 1944 року кількість BV.138C в чинних частинах відчутно скоротилася. Це було пов'язано як з припиненням їхнього виробництва, так і високими втратами в умовах повної переваги противника в повітрі. Останнє застосування зафіксовано 1 травня 1945 року, коли один з BV.138 з 3-ї ескадрильї 130-й авіагрупи, що базувалася в Копенгагені, вночі зробив посадку на одному з озер біля Берліна. Подейкують, ніби він мав вивести двох кур'єрів (за деякими даними із заповітом Гітлера). Але, через плутанину з документами, замість них пілот обер-лейтенант Вольфганг Клемуш вивіз до Копенгагена 10 поранених.

## ТТХ
| ТТХ                                      | BV.138A-1     | BV.138B-1                               | BV.138C-1                               |
| Габарити                                 | Габарити      | Габарити                                | Габарити                                |
| ---------------------------------------- | ------------- | --------------------------------------- | --------------------------------------- |
| Розмах крила, м                          | 26,9          | 26,9                                    | 26,9                                    |
| Площа крила, м ²                         | 108,5         | 108,5                                   | 108,5                                   |
| Довжина літака, м                        | 19,85         | 19,85                                   | 19,85                                   |
| Довжина човна, м                         | 15,15         | 15,15                                   | 15,15                                   |
| Висота, м                                | 5,9           | 5,9                                     | 5,9                                     |
| Двигуни                                  | 3×Jumo-205C-4 | 3×Jumo-205D                             | 3×Jumo-205D                             |
| Злітна потужність, к.с.                  | 3×600         | 3× 880                                  | 3× 880                                  |
| Вага порожнього, кг                      | 10800         | 11380                                   | 11780                                   |
| Вага злітна нормальна, кг                | 13762         | 14400                                   | 14513                                   |
| Вага максимальна, кг                     | 16215         | 17415                                   | 17666                                   |
| Швидкість км/год                         |               |                                         |                                         |
| Максимальна при нормальній вазі (у води) | 264           | 288                                     | 283                                     |
| Крейсерська                              | 248           | 238                                     | 234                                     |
| Наївигідніша                             | 237           | 200                                     | 195                                     |
| Злітна                                   | 108           | 108                                     | 108                                     |
| Посадкова                                | 114           | 114                                     | 114                                     |
| Інші ТТХ                                 |               |                                         |                                         |
| Злітна дистанція, м                      | 700           | 700                                     | 700                                     |
| Дальність нормальна, км                  | 1244          | 1250                                    | 1212                                    |
| Дальність максимальна, км                | 3900          | 3860                                    | 4272                                    |
| Стеля при нормальній вазі, м             | 3600          | 4200                                    | 5000                                    |
| Стеля при максимальній вазі, м           | 800           | 2300                                    | 2800                                    |
| Час польоту нормальний/максимальний, ч   | 5,2/16,5      | 6,5/18                                  | 6,5/18                                  |
| Озброєння                                |               |                                         |                                         |
| 20-мм гармата                            | 1×MG 204      | 2×MG 151                                | 2×MG 151                                |
| 13-мм кулемет                            |               |                                         | 1×MG 131                                |
| 7,9-мм кулемет                           | 2×MG 15       | 1×MG 15                                 | 1×MG 15                                 |
| бомби                                    | 3×50          | 3×50 (у варіанті U1 6× 50 або 3 ×150ГБ) | 3×50 (у варіанті U1 6× 50 або 3 ×150ГБ) |